# Vitória Futebol Clube 2014-2015
Questa voce raccoglie le informazioni riguardanti il Vitória Futebol Clube nelle competizioni ufficiali della stagione 2014-2015.

## Rosa
| N. |                          | Ruolo | Calciatore          |
| -- | ------------------------ | ----- | ------------------- |
|    | Portogallo (bandiera)    | P     | Miguel Lázaro       |
|    | Germania (bandiera)      | P     | Lukas Raeder        |
|    | Portogallo (bandiera)    | P     | Ricardo Batista     |
|    | Portogallo (bandiera)    | D     | Frederico Venâncio  |
|    | Portogallo (bandiera)    | D     | Hélder Cabral       |
|    | Corea del Sud (bandiera) | D     | Kang Min-woo        |
|    | Brasile (bandiera)       | D     | Marcos Vinícius     |
|    | Portogallo (bandiera)    | D     | Miguel Lourenço     |
|    | Brasile (bandiera)       | D     | Ney                 |
|    | Brasile (bandiera)       | D     | Ozéia               |
|    | Portogallo (bandiera)    | D     | Pedro Queirós       |
|    | Senegal (bandiera)       | D     | Adama François Sene |
|    | Perù (bandiera)          | C     | Luis Advíncula      |
|    | Portogallo (bandiera)    | C     | André Horta         |
|    | Portogallo (bandiera)    | C     | Dani                |
|    | Capo Verde (bandiera)    | C     | Ericson Silva       |

| N. |                          | Ruolo | Calciatore       |
| -- | ------------------------ | ----- | ---------------- |
|    | Brasile (bandiera)       | C     | João Schmidt     |
|    | Portogallo (bandiera)    | C     | Kiko             |
|    | Portogallo (bandiera)    | C     | Miguel Pedro     |
|    | Portogallo (bandiera)    | C     | Paulo Tavares    |
|    | Grecia (bandiera)        | C     | Dīmītrios Pelkas |
|    | Perù (bandiera)          | C     | Junior Ponce     |
|    | Portogallo (bandiera)    | C     | Tiago Terroso    |
|    | Brasile (bandiera)       | C     | Yann Rolim       |
|    | Messico (bandiera)       | A     | Ulises Dávila    |
|    | Portogallo (bandiera)    | A     | Jucie Lupeta     |
|    | Guinea-Bissau (bandiera) | A     | Rachide Forbes   |
|    | Capo Verde (bandiera)    | A     | Rambé            |
|    | Colombia (bandiera)      | A     | Joao Rodríguez   |
|    | Corea del Sud (bandiera) | A     | Suk Hyun-jun     |
|    | Portogallo (bandiera)    | A     | Zequinha         |